# Agnes M. Sigurðardóttir
Agnes M. Sigurðardóttir, född 19 oktober 1954, är en isländsk präst och biskop av den Isländska kyrkan. 
Hon är den första kvinnan som valdes till biskop av den Isländska kyrkan.
Agnes föddes i Ísafjörður. År 1981 erhöll hon teologie kandidat-examen vid Islands universitet. Från 1999 och före sitt val arbetade hon som domprost för västra fjordarna.  Agnes Sigurðardóttir är skild och tillsammans med sin tidigare man har hon tre barn. Hon har varit aktiv i Islands musikliv, spelat piano och orgel och sjungit i kör. 